# Alberto Jover Piamonte

Alberto Jover Piamonte

Alberto Jover Piamonte (* 21. November 1934 in Iloilo City, Western Visayas; † 17. Dezember 1998 in Jaro) war ein philippinischer Geistlicher und römisch-katholischer Erzbischof von Jaro.

## Leben
Alberto Jover Piamonte studierte Katholische Theologie und Philosophie am St. Vincent Ferrer Seminary in Jaro. Er empfing am 22. März 1958 durch den Erzbischof von Jaro, José Maria Cuenco, das Sakrament der Priesterweihe. An der Päpstlichen und Königlichen Universität des heiligen Thomas von Aquin in Manila erwarb Piamonte das Lizenziat im Fach Kirchenrecht. Anschließend wurde er an der Päpstlichen Universität Heiliger Thomas von Aquin in Rom im Fach Kirchenrecht promoviert. Danach wurde Alberto Jover Piamonte Auditor-Prälat an der Römischen Rota. Er war der erste Philippiner in diesem Amt.
Am 28.  Dezember 1974 ernannte ihn Papst Paul VI. zum Titularbischof von Gubaliana und bestellte ihn zum Weihbischof in Jaro. Der Apostolische Nuntius auf den Philippinen, Erzbischof Bruno Torpigliani, spendete ihm am 2. Februar 1975 in der Kathedrale St. Elizabeth of Hungary in Jaro die Bischofsweihe; Mitkonsekratoren waren der Erzbischof von Manila, Jaime Lachica Sin, und der Erzbischof von Jaro, Artemio Casas.
Papst Johannes Paul II. ernannte ihn am 2. April 1986 zum Erzbischof von Jaro.